# 北海道メディカル・スポーツ専門学校
北海道メディカル・スポーツ専門学校（ほっかいどうメディカル・スポーツせんもんがっこう）は北海道恵庭市恵み野北2丁目に所在する専門学校。
2013年、北海道ハイテクノロジー専門学校から北海道メディカル・スポーツ専門学校が分離独立し、船木和喜を副校長に招聘して開校する。
2021年、再び北海道ハイテクノロジー専門学校と統合した。

## 学科
- スポーツトレーナー学科
  - アスレチックトレーナー専攻
  - パーソナルトレーナー専攻
  - パラスポーツトレーナー専攻
  - eスポーツトレーナー専攻
  - スポーツビジネス専攻
- 柔道整復師学科
- 鍼灸師学科